# Peter Schmid (Politiker, 1947)

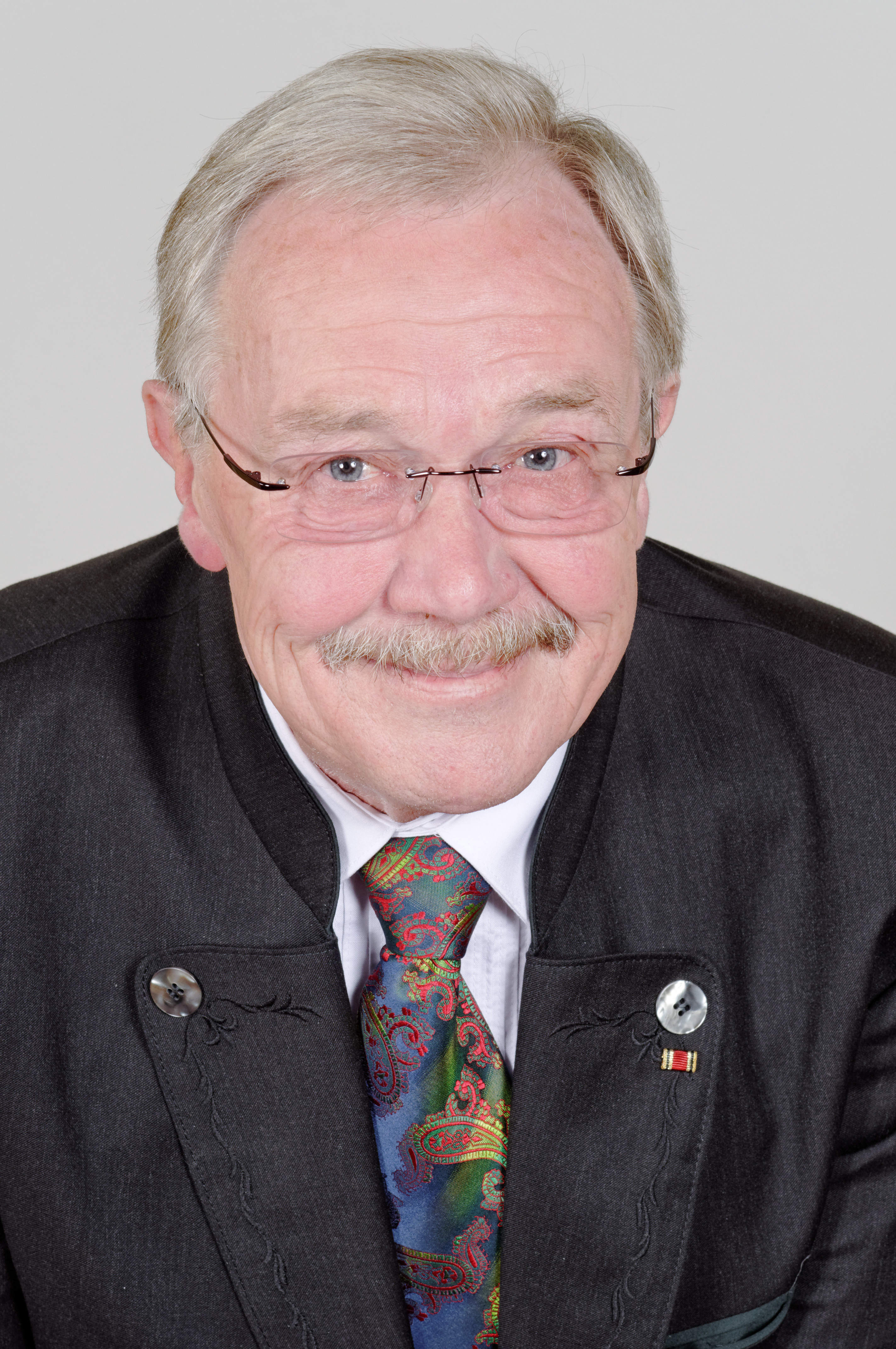
Peter Schmid (2012)

Peter Schmid (* 6. Februar 1947 in Christertshofen) ist ein deutscher Politiker (CSU), der dem Bayerischen Landtag von 1998 bis 2013 angehörte.
2001 wurde ihm das Bundesverdienstkreuz am Bande und 2012 der Bayerische Verdienstorden verliehen.

## Privates
Schmid legte die mittlere Reife an einer Abendrealschule ab. Danach erlernte er den Beruf des Chemielaboranten, bevor er als Techniker für Betriebswissenschaft arbeitete. Von 1985 bis 1998 war Schmid als Geschäftsführer tätig. 
Schmid ist römisch-katholisch, verheiratet und hat zwei Kinder.

## Politische Laufbahn
1970 trat Schmid in die CSU ein. Seit 1984 ist er Mitglied im Kreistag des Landkreises Neu-Ulm und war von 1985 bis 1996 Fraktionsvorsitzender im Kreistag und anschließend bis 2008 stellvertretender Landrat. Von 2003 bis 2009 war Schmid CSU-Kreisvorsitzender und ist jetzt Ehrenkreisvorsitzender. Er gehörte von 1998 bis 2013 dem Bayerischen Landtag an. 2008 wurde er im Stimmkreis Neu-Ulm mit 44,5 % der Erststimmen direkt gewählt. 
Im Landtag war Schmid im Ausschuss für Bildung, Jugend und Sport sowie im Ausschuss für den Öffentlichen Dienst tätig. In der CSU-Fraktion war er Vorsitzender der Arbeitsgruppe Sport sowie Mitglied in den Arbeitsgruppen Bildung, Jugend und Sport sowie in der Arbeitsgruppe für den Öffentlichen Dienst. Er ist Mitglied des Landessportbeirates. Des Weiteren gehörte er von 2003 bis 2008 dem Rundfunkrat an.
Bei der Landtagswahl 2013 trat er nicht mehr an. Seine Nachfolgerin im Stimmkreis wurde Beate Merk.